# Сипягін Олександр Анатолійович
Олекса́ндр Анато́лійович Сипя́гін (відомий як Алекс Сипягин; *11 червня 1967 Ярославль) — американський джаз-трубач російського походження. Другий (після Валерія Пономарьова) російський джазмен, що добився визнання в США.
Перші уроки гри на трубі брав у педагога М. І. Тсамаєва. З дванадцяти років грав в дитячому оркестрі. У 1982 році закінчив Ярославське музичне училище ім. Л. В. Собінова. У Москві вчився в Московському інституті музики, а після служби в армії в Державному музично-педагогічному інституті імені Гнесіних. Грав у ансамблі Ігоря Бриля (1988 рік), оркестрі імені Леоніда Утьосова (1989—1990 роки), «Мелодія» під керуванням Бориса Фрумкіна і «Зелена Хвиля» Олександра Осійчука (1991 рік). У 1990 році стає лауреатом 1-го всеросійського конкурсу молодих джазових виконавців, що проходив у Ростові-на-Дону.
У цьому ж році зі студентським джазбендом взяв участь у джазовому фестивалі в Корпус-Крісті в Техасі і був запрошений на Міжнародний фестиваль Луї Армстронга у Вашингтоні, де зайняв четверте місце. У 1991 році Сипягін переїхав до Нью-Йорк. Спочатку працював з групою Джила Еванса. У 1993 році став членом оркестру Гіла Голдштайн «Zebra Coast», а в 1994 — членом концертного джазбенда Джорджа Грунтца. Крім того, він співпрацював з групою Боба Мосеса «Mozamba». У 1995 році він став членом «Mingus Big Band», а пізніше «Mingus Dynasty» і «Mingus Orchestra». У 2000 році став членом бігбенду Дейва Голланда. У 2003 записувався з Майклом Брекером. Співпрацював з Еріком Клептоном, доктором Джоном, Аароном Нівайлом і Елвісом Костелло, Майкпом Франке і Девідом Санборн. Багато з записів, в яких він брав участь, завоювали Греммі.
Одружений з американською співачкою японського походження Мондей Мічіру, син Микита.

## Дискографія
- Live At Birds Eye (1994) з Девідом Гілмором, Борисом Козловим, Джейн Джексон
- Images (1998) з Крісом Поттером, Девідом Бінні, Джошем Роузментом, Гілом Голдштайн, Адамом Роджерсом, Скоттом Коллі, Джефом Хіршфілдом, Кенні Уолсеном
- Steppin 'Zome (2000) з Крісом Поттером, Девідом Кікошкі, Скоттом Коллі, Джефом «Тейн» Уетсом
- Hindsight (2002) з Крісом Поттером, Адамом Роджерсом, Борисом Козловим, Джейн Джексон
- Mirrors з Симус Блейком, Адамом Роджерсом, Девідом Кікошкі, Борисом Козловим, Джонатаном Блейком, Донні МакКезлін, Джошем Роузменом
- Equiibrium (2003) з Крісом Поттером, Девідом Бінні, Девідом Кікошкі, Скоттом Коллі, Джейн Джексон
- Returning (2004) з Симус Блейком, Адамом Роджерсом, Скоттом Коллі, Антоніо Санчес
- Prints (2006) зі Скоттом Коллі, Девідом Кікошкі, Мондей Мічіру, Антоніо Санчес
- Mirages (2009) з Симус Блейком, Мулгреу Міллером, Борисом Козловим, Джонатаном Блейком